# Vojtěch Mečíř
Vojtěch Mečíř (24. února 1989, Vrchlabí) je český politik za Českou pirátskou stranu, hudebník, nakladatel a technik kuchyňských studií.

## Životopis
Vojtěch Mečíř se narodil 24. února 1989 ve Vrchlabí. Po maturitě na sportovním oboru na Gymnáziu v Jilemnici studoval na Fakultě humanitních studií Univerzity Karlovy. Roku 2011 získal bakalářský titul obhajobou bakalářské práce „Hospoda jako bájné třetí místo“. Poté začal studovat na stejné fakultě magisterský obor Soudobé dějiny - orální historie. Ten úspěšně zakončil roku 2013 obhajobou diplomové práce „Časopis Květen“. Na vysoké škole byl členem redakční rady časopisu HUMR (Humanitní revue studentů FHS UK).
Dlouhodobě se zajímal o postavu spisovatele Jaroslava Havlíčka i jeho syna Zbyňka. V roce 2015 inicioval zpřístupnění kompletního díla Jaroslava Havlíčka na webových stránkách zdarma. U příležitosti 50 let od smrti Zbyňka Havlíčka organizoval pásmo kulturních i vzdělávacích akcí k básníkově osobě. Je frontmanem a spoluzakladatelem artrockové skupiny Žiwa, která zhudebňuje texty Zbyňka Havlíčka.
Během komunálních voleb v roce 2018 spoluvytvořil volební kalkulačku pro město Jilemnice. V roce 2019 vstoupil do České pirátské strany. Ve stejném roce založil iniciativu Za jilemnickou knihovnu, která kritizovala přístup města Jilemnice k městské knihovně. V krajských volbách 2020 kandidoval za Piráty do zastupitelstva Libereckého kraje na 25. místě. Získal 119 přednostních hlasů, ale do zastupitelstva se nedostal. Ve volbách do poslanecké sněmovny 2021 kandidoval za koalici Piráti a Starostové na 14. místě v Libereckém kraji. Získal 620 preferenčních hlasů a do sněmovny se nedostal. V tom samém roce odhalil netransparentní ohýbání podmínek prodejů nemovitostí v Jilemnici.
V komunálních volbách 2022 vedl kandidátku koalice Jilemnice budoucnosti (Piráti, Zelení, Budoucnost a nezávislí) do zastupitelstva města Jilemnice. Získal 469 přednostních hlasů a stal se zastupitelem v Jilemnici. Ačkoliv byla koalice v opozici, Mečíř byl zvolen předsedou kontrolního výboru. V roce 2024 kandidoval v krajských volbách za Piráty na třináctém místě, avšak neuspěl. Během voleb do senátu v roce 2024 podporoval Michaelu Tejmlovou.